# В'язіль увінчаний
В'язіль увінчаний (Coronilla coronata) — вид рослин родини бобові (Fabaceae), поширений у Європі й західній Азії.

## Опис

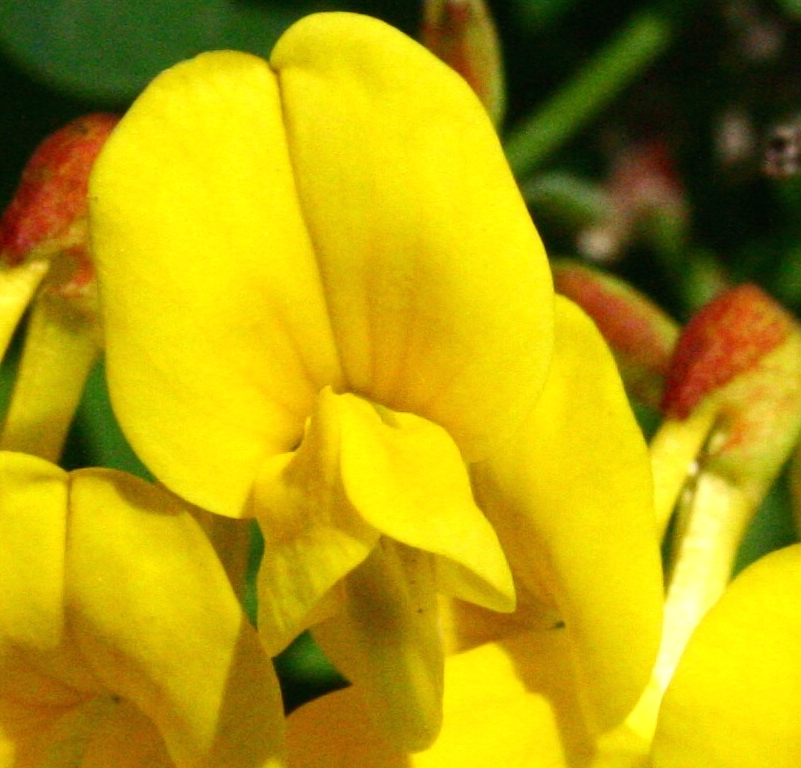
плоди

Багаторічна рослина 25—50 см. Квітки жовті; біб з 2–4 члеників.

## Поширення
Поширений у Європі (Австрія, Чехія, Словаччина, Німеччина, Угорщина, Швейцарія, Україна [Крим], Албанія, колишня Югославія, Греція, пн. Італія, Румунія, сх. Франція) й західній Азії (Іран, Сирія, Туреччина, Азербайджан, Грузія). 
В Україні вид зростає у світлих лісах і на західних лугових степах, на крутих схилах — на Поділлі, рідко (Львівська та Хмельницька області), у гірському Криму, зазвичай.